# Microgoutte

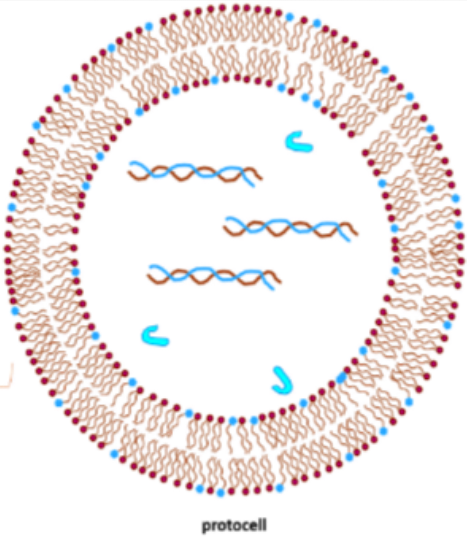
Schéma d'une microgoutte.

Une microgoutte, ou protobionte, est un microglobule d'une solution de polymères entouré d'une micelle de lipides.
Les microgouttes sont parfois considérés comme les précurseurs des cellules vivantes, dans le cadre des recherches sur l'abiogenèse.
Une microgoutte n'est pas un être vivant. Elle ne peut pas se reproduire.
Les protobiontes ont été mis en évidence dans des feuillets siliceux du Groenland[réf. souhaitée], ils ont un aspect globuleux et sont isolés ou en colonies.